# Juin 1838

## Événements
- Samedi 2 juin, France :
  - Arthur de Gobineau rencontre Pierre-Antoine Berryer, « patron de la revue France et Europe », et lui soumet un article sur « la situation littéraire de l'Orient ». Berryer lui donne des conseils paternels.
  - Joseph Arthur de Gobineau se réjouit du succès de son ami le peintre Guermann Bohn, à qui la reine de Wurtemberg a commandé les portraits de ses deux filles cadettes.

- 4 juin, Royaume-Uni : inauguration de la première gare de Paddington à Londres (Great Western Railway)

- 10 juin (Australie) : massacre d’Aborigènes par des colons à Myall Creek, un domaine pastoral de Nouvelle-Galles du Sud. Pour la première fois, les meurtriers sont arrêtés, jugés et pendus sur ordre de la couronne. Ce jugement, qui scandalise les colons, reste l’exception et les exactions continuent.

- 12 juin, France : un début au Théâtre-Français : celui de Rachel, qui joue Camille dans Horace de Corneille.

- 20 juin, France : loi sur les aliénés et sur les établissements consacrés au traitement de l'aliénation mentale.

- 25 juin, France : l'article de Gobineau « Du mouvement intellectuel de l'Orient », approuvé par Berryer, paraît dans France et Europe. La même revue en publiera deux autres le 25 août et le 10 octobre.

- 28 juin : couronnement de la reine Victoria du Royaume-Uni.

- 30 juin, France : loi du 30 juin 1838 sur les aliénés

## Naissances
- 9 juin : Heinrich Ludwig Philippi, peintre allemand († 16 septembre 1874).
- 28 juin : Jan Matejko, peintre polonais († 1er novembre 1893).
- 29 juin : Étienne-Prosper Berne-Bellecour, peintre, graveur et illustrateur français († 29 novembre 1910).

## Décès
- 13 juin : Mohamed Bahri Ben Abdessattar, ouléma et théologien tunisien.
- 28 juin : Friedrich Accum (né en 1769), chimiste allemand.